# Constance av Bretagne
Constance av Bretagne, sannolikt född 1161, död den 5 september 1201, var en regerande hertiginna av Bretagne från 1166 till 1201. Hon var dotter till hertig Conan IV av Bretagne och Margareta av Huntingdon.

## Biografi
Constance blev hertiginna av Bretagne i femårsåldern efter sin fars abdikation 1166. 
Vid tjugo års ålder tvingades hon gifta sig med den engelske monarkens son Gottfrid 1181. Efter makens död i en ridolycka i Paris 1186 regerade Constance ensam i Bretagne. 
År 1188 arrangerade Henrik II av England ett äktenskap mellan henne och Ranulf de Blondeville, 6th Earl of Chester. I ett avtal mellan England och Frankrike 1191 förklarade Rickard I av England hennes son Artur som Englands tronarvinge. 
Constance utnämnde 1196 sin son Artur till sin medregent för att stärka hans status. Hennes äktenskap med Ranulf var dåligt. Han antog titeln hertig av Bretagne, men uteslöts från regeringen av Constance med stöd av bretagnarna. 1196 fängslade Ranulf henne i Normandie. Tack vare uppror i Bretagne till hennes förmån frigavs hon 1198, och vid återkomsten till Bretagne lät hon ogiltigförklara sitt äktenskap med Ranulf och gifte någon gång mellan 27 augusti och oktober 1199 om sig med Guy av Thouars. 
Constance agerade rådgivare åt sin son och bedrev som sådan en profransk politik. 1199 tillerkändes hennes son Anjou och Maine på villkor att han erkände den franske monarkens överhöghet, vilket gjorde Bretagne till en fransk vasallstat. 
Constance avled efter födseln av tvillingar 1201. Hon var då också möjligen sjuk i lepra.

## Familj
Gift:
1. 1181 med Gottfrid av England
2. 1189 med Ranulf de Blondeville, 6th Earl of Chester
3. 1199 med Guy av Thouars

Barn
1. Med Gottfrid:
  1. Eleonora av Bretagne (1182/84 - 1241
  2. Matilda av Bretagne (sannolikt 1185 - 1189)
  3. Artur I av Bretagne (29 mars 1187 - april 1203)
2. Med Guy:
  1. Alix av Thouars (1200 - 21 oktober 1201)
  2. Katarina av Thouars (sannolikt 5 september 1201 - 1237/41)
  3. Margareta av Thouars (sannolikt 5 september 1201 - 1216/20)[4]